# Octav Băncilă
Octav Băncilă, né le 4 février 1872 à Botoșani et mort le 3 avril 1944 à Bucarest, est un peintre roumain.